# Girolamo Aleandro
Girolamo Aleandro (ur. 13 lutego 1480 w Motta di Livenza, zm. 31 stycznia albo 1 lutego 1542 w Rzymie) – włoski kardynał.

## Życiorys
Urodził się 13 lutego 1480 roku w Motta di Livenza, jako syn lekarza, Francesca Aleandra. Posiadł wszechstronne wykształcenie, kończąc studia z zakresu filozofii, medycyny, matematyki, astronomii, teologii, muzyki, greki i hebrajskiego. W 1499 roku osiadł w Wenecji, gdzie pracował jako nauczyciel i współpracował przy wydawaniu prasy pod kierunkiem Aldusa Manucjusza. W 1508 roku udał się do Paryża, a dwa lata później do Orleanu, gdzie wykładał. W 1513 roku został rektorem Uniwersytetu Paryskiego. Rok później wyjechał do Liège, gdzie z rekomendacji Eberharda von der Marka został kanonikiem kapituły katedralnej. Następnie pełnił funkcje kanclerza diecezji Chartres i prefekta Biblioteki Watykańskiej. W 1520 roku został nuncjuszem apostolskim przed Karolem V, a jego zadaniem było wyrażenie sprzeciwu wobec tez Marcina Lutra. Na Sejmie Rzeszy w Wormacji zaoponował wobec 95 tez, czym doprowadził do pogorszenia stosunków z jednym ze swoich mistrzów – Erazmem z Rotterdamu. 8 sierpnia 1524 roku został wybrany arcybiskupem Brindisi, a 9 października przyjął święcenia kapłańskie. Sakrę przyjął po 28 lutego 1528 roku. W latach 1533–1535 pełnił funkcję nuncjusza w Wenecji. 22 grudnia 1536 roku został kreowany kardynałem in pectore. Jego nominacja na kardynała prezbitera została ogłoszona na konsystorzu 13 marca 1538 roku, a następnie nadano mu kościół tytularny San Ciriaco alle Terme Diocleziane. W tym samym roku pełnił rolę legata w Królestwie Niemieckim, Węgierskim i w Romanii. W 1541 roku zrezygnował z archidiecezji Brindisi. W tym samym roku został członkiem komisji mającej zreorganizować Kurię Rzymską. Zmarł 31 stycznia albo 1 lutego 1542 roku w Rzymie.